# Биоэнергия (корпорация)
Корпорация «Биоэнергия» — индустриальный холдинг, осуществляющий деятельность  в сфере добычи торфа, производства из него стандартизированного высококалорийного  топлива, производства тепловой энергии на котельных малой и средней мощности. Корпорация владеет 9 месторождениями высококачественного низко-зольного верхового торфа в Тверской, Владимирской и Ярославской областях общей площадью более 7,8 тыс. га и объемом запасов более 26 млн. тонн торфа. Активы компании обеспечивают полный производственный цикл по промышленному инжинирингу, добыче и переработке торфа, производству и дистрибуции готовой продукции, генерации тепловой энергии и электроэнергии.

## История
Основой холдинга является ряд региональных технологических кластеров в сфере торфяной промышленности. Главные производственные активы сосредоточены в Центральной Европейской части России. В частности, корпорацией контролируется одна из крупнейших торфодобывающих компаний России ОАО «Мокеиха-Зыбинское»  в Ярославской области и «Владимир-Торф» во Владимирской области, которые управляют узкоколейными железными дорогами соответственно МЗ и ВТ .
В мае 2012 года Корпорация «Биоэнергия» вошла в состав   венчурного Фонда «Синергия Инновации.
С лета 2012 года Корпорация «Биоэнергия» предлагает комплексные интегрированные решения для региональных энергетических программ и внедрение различных энергосберегающих технологий и сервисов. Технические решения и обеспечение энергетических обследований  разработаны и реализуются компанией NesenEngineering, являющейся структурным подразделением корпорации «Биоэнергия» .
В марте 2013 года на производственных площадках Владимирского Биоэнергетического кластера корпорации прошло первое выездное заседание рабочей группы по подготовке комплекса мер, направленных на создание условий по использованию торфа,  в сфере производства тепловой и электрической энергии.

## Направления деятельности
- Добыча и переработка торфа
- Разработка и установка специального оборудования для производства торфяного топлива
- Производство твердых видов топлива на основе торфа: брикеты, пеллеты для энергетического сектора
- Производство различных видов готовой продукции на основе торфа для агропромышленного сектора: почвогрунты, агрогрунты, экосмеси, удобрения и др.
- Проектирование, разработка и установка специального оборудования для производства тепло- и электроэнергии
- Генерация и дистрибуция тепло- и электроэнергии из торфяного биотоплива
- Научно-исследовательские разработки в области использования и переработки переработки торфа

## Руководство Корпорации
Председатель Совета Директоров Корпорации — Давид Якобашвили